# Зверобой камчатский
Зверобо́й камча́тский (лат. Hypericum kamtschaticum) — многолетнее травянистое растение, вид рода Зверобой (Hypericum) семейства Зверобойных (Hypericaceae). Распространён в России — Камчатка, Сахалин, Курильские острова и Японии — Хоккайдо и Хонсю.

## Ботаническое описание
Травянистое растение высотой 10—35 см, голое. Корневище тонкое, деревянистое, в большей мере ветвистое. Стебли многочисленные, прямые, иногда бывают извилистыми, гладкие, округлой формы, бурого или красновато-коричневого цвета.
Листья сидячие, перекрёстно парные, овальной, продолговато-яйцевидной или яйцевидной формы, длиной 1,4—3,5 см и шириной 0,7—1,6 см, тупые, с нижней стороны сизоватого цвета, края цельные. На поверхности и краях листьев расположены чёрные точечные желёзки.
Цветки немногочисленные, иногда и вовсе одиночные. Соцветие — щитковидная метёлка длиной 3—5 см и шириной 2—4 см, облиствлённая. Цветоножка более короткая, чем листья и прицветники. Прицветники продолговатой или продолговато-овальной формы, длиной 6—7 мм, тупые, на краях расположены чёрные точечные желёзки. Чашечка глубоко раздельная. Чашелистики красноватого цвета, продолговатой или продолговато-овальной формы, длиной 6 мм и шириной 2,5 мм, цельные. Лепестки золотистого цвета, продолговатой формы, длиной 1—1,2 см и шириной 4,5 мм, тупые, иногда могут быть редкие чёрные желёзки. Тычинки многочисленные, собраны в 3 пучка.
Завязь широко-овальной формы, длиной 3—3,5 мм, коричневого цвета. Столбиков 3, свободные. Коробочки продолговато-овальной или конической формы, длина 7 мм, ширина 2,5—3 мм, коричневого цвета. Семена мелкие, длиной 0,5 мм, цилиндрической формы, плоские, с носиком на концах, светло-коричневого цвета. Цветение происходит в июле. Плодоносит в августе.
Вид описан из Камчатки.

## Экология и применение
Зверобой камчатский произрастает в лесах, тундре неподалёку от морского побережья, луговых равнинах, возле рек и горячих источников. Декоративное растение, человеком используется для посадок в альпинариях и горных садах. Коренные жители Севера используют молодые побеги в пищу, а листья и траву заваривают в чае.

## Галерея
| |  |  |  |
| Слева направо: 1 — нераскрывшиеся цветки; 2 — общий вид группы цветущих растений; 3 — цветок крупным планом; 4 — листья. |  |  |  |

## Классификация
Вид Зверобой камчатский входит в род Зверобой (Hypericum) семейство Зверобойные (Hypericaceae).
|  |                  |  |                     |                          |                          |  | ещё 45 порядков покрытосеменных (согласно Системе APG II) | ещё 45 порядков покрытосеменных (согласно Системе APG II) |                                           |  |  |  | ещё 9 родов        | ещё 9 родов             |  |  |
|  |                  |  |                     |                          |                          |  | ещё 45 порядков покрытосеменных (согласно Системе APG II) | ещё 45 порядков покрытосеменных (согласно Системе APG II) |                                           |  |  |  | ещё 9 родов        | ещё 9 родов             |  |  |
|  |                  |  |                     | отдел Цветковые растения |                          |  |                                                           |                                                           | семейство Зверобойные                     |  |  |  |                    | вид Зверобой камчатский |  |  |
|  |                  |  |                     | отдел Цветковые растения |                          |  |                                                           |                                                           | семейство Зверобойные                     |  |  |  |                    | вид Зверобой камчатский |  |  |
|  | царство Растения |  |                     |                          | порядок Мальпигиецветные |  |                                                           |                                                           | род Зверобой                              |  |  |  |                    |                         |  |  |
|  | царство Растения |  |                     |                          |                          |  |                                                           |                                                           |                                           |  |  |  |                    |                         |  |  |
|  |                  |  | ещё около 21 отдела | ещё около 21 отдела      |                          |  |                                                           | ещё 36 семейств (согласно Системе APG II)                 | ещё 36 семейств (согласно Системе APG II) |  |  |  | ещё около 60 видов |                         |  |  |
|  |                  |  |                     | ещё около 21 отдела      |                          |  |                                                           |                                                           | ещё 36 семейств (согласно Системе APG II) |  |  |  |                    |                         |  |  |